# Dzieduszycki Hrabia

Dzieduszycki Hrabia I

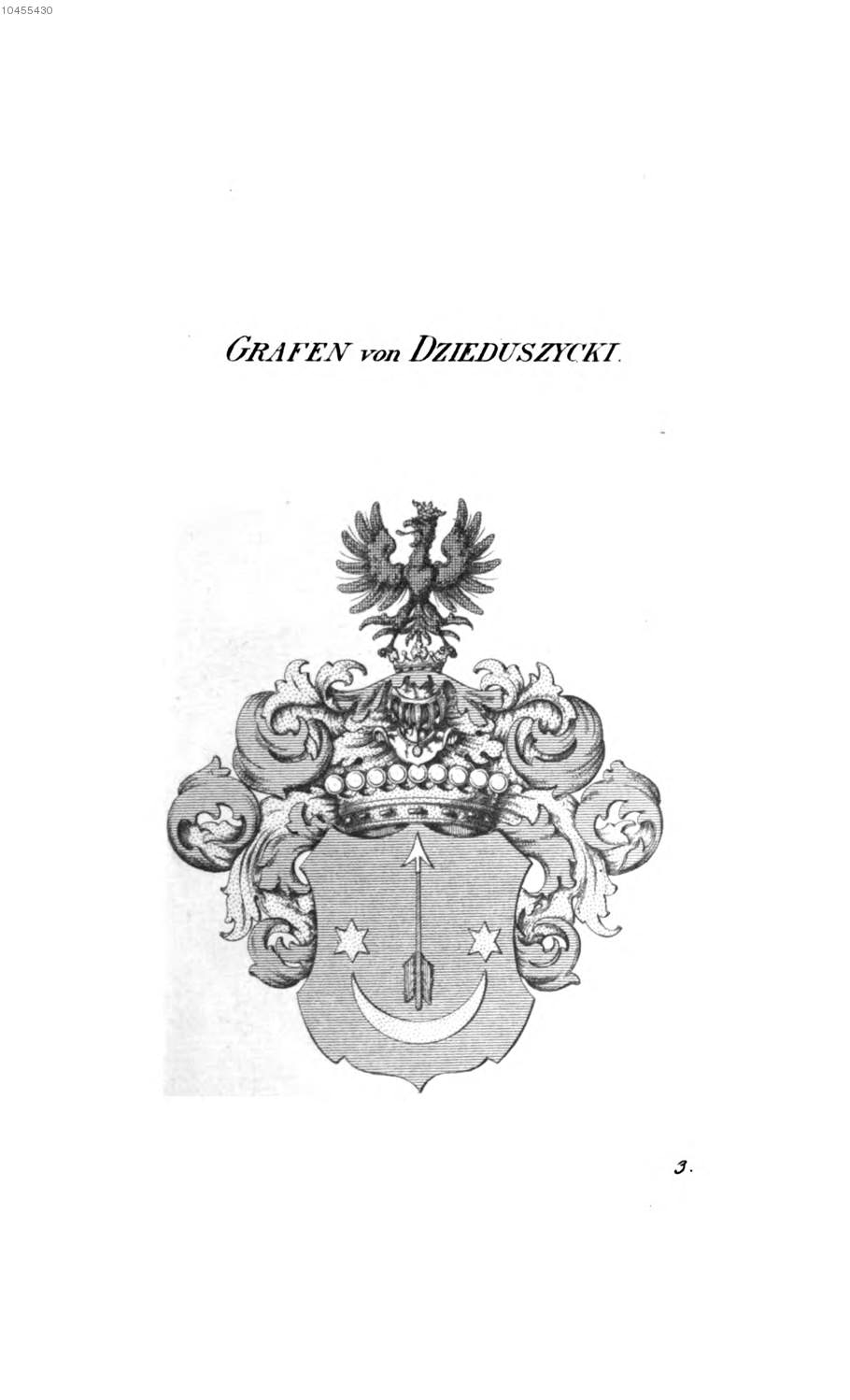
Herb Dzieduszycki Hrabia I wedle Tyroffa

Dzieduszycki Hrabia II

Dzieduszycki – polski herb hrabiowski, odmiana herbu Sas nadany w zaborze austriackim.

## Opis herbu
Opis stworzony zgodnie z klasycznymi zasadami blazonowania, nazewnictwo odmian za Ostrowskim:
Dzieduszycki Hrabia I: W polu błękitnym półksiężyc złoty z takimiż gwiazdami na końcach i strzałą naturalną z upierzeniem czerwonym między rogami. Nad tarczą korona hrabiowska. Klejnot: orzeł czarny z językiem czerwonym w koronie złotej. Labry: błękitne, podbite złotem.
Dzieduszycki Hrabia II: Jak powyżej, ale klejnot: ogon pawi, przeszyty strzałą w lewo.

## Najwcześniejsze wzmianki
Jako pierwszy z rodziny Dzieduszyckich tytuł hrabiowski otrzymał 22 października 1775 Tadeusz Dzieduszycki z przydomkami hoch- und wohlgeboren (wysoko urodzony i wielmożny). Podstawą nadania były: rzekomy tytuł przodka otrzymany od Augusta II i Leopolda I, znaczenie rodziny w Koronie oraz fakt, że Tadeusz, jako regimentarz koronny na Podolu ostrzegł w 1762 gubernatora węgierskiego przed najazdem Tatarów. Tadeusz pełnił ponadto funkcje c.k. rzeczywistego tajnego radcy, podczaszego wielkiego koronnego, generała porucznika wojsk polskich i regimentarza generalnego ziem podolskich. Obdarowany był także kawalerem Orderu św. Stanisława. 16 sierpnia 1777 tytuł hrabiowski i herb różniący się klejnotem otrzymał brat Tadeusza, Dominik Dzieduszycki, starosta bachtyński, pułkownik wojsk polskich. Genealogia obdarowanych od rzekomego hrabiego Jerzego jest według Górzyńskiego sfałszowana.

## Herbowni
Jedna rodzina herbownych:
- graf von Dzieduszycki.